# بيتر فرازير (سياسي)
بيتر فرازير (بالإنجليزية: Peter Fraser)‏، (28 أغسطس 1884 - 12 ديسمبر 1950)، سياسي نيوزيلندي متحصل على وسام رفقاء الشرف، شغل منصب رئيس وزراء نيوزيلندا الرابع والعشرين من 27 مارس 1940 حتى 13 ديسمبر 1949. يعتبر شخصية رئيسية في تاريخ حزب العمال النيوزيلندي، وشغل منصبه لفترة أطول من أي رئيس وزراء آخر لحزب العمال، ويعد حتى الآن رابع رئيس حكومة في نيوزيلندا.
وُلد بيتر وترعرع في المرتفعات الإسكتلندية، وترك التعليم في وقت مبكر من أجل إعالة أسرته. أثناء عمله في لندن عام 1908، انضم بيتر إلى حزب العمال المستقل، لكن دفعته البطالة إلى الهجرة إلى نيوزيلندا في عام 1910. عند وصوله إلى أوكلاند، حصل على عمل كمحمل للسفن البحرية وانخرط في سياسة النقادة عند انضمامه إلى الحزب الاشتراكي النيوزيلندي. في عام 1916، شارك بيتر في تأسيس حزب العمال الموحد. أمضى سنة واحدة في السجن بتهمة إثارة الفتنة بعد أن تحدث ضد التجنيد الإجباري خلال الحرب العالمية الأولى. في عام 1918، فاز بيتر في انتخابات ويلينغتون الفرعية ودخل مجلس النواب.
أصبح بيتر وزيرًا في مجلس الوزراء في عام 1935، وعمل تحت قيادة مايكل جوزيف سافاج. تولى عدة حقائب وزارية وكان له اهتمام خاص بالتعليم الذي اعتبره حيويًا للإصلاح الاجتماعي. كوزير للصحة، قدم قانون الضمان الاجتماعي لعام 1938، الذي أنشأ خدمة رعاية صحية شاملة. أصبح بيتر زعيم حزب العمال ورئيس الوزراء في عام 1940، بعد وفاة سافاج.
اشتهر بيتر بقيادته البلاد خلال الحرب العالمية الثانية عندما جمع الإمدادات والمتطوعين النيوزيلنديين لدعم بريطانيا مع تعزيز الاقتصاد والحفاظ على الروح المعنوية الداخلية. شكل حكومة حرب وضمت العديد من المعارضين السياسيين السابقين.
عانى حزب العمال من خسائر كبيرة في انتخابات عام 1943، على الرغم من احتفاظ الحزب بالأغلبية. بعد الحرب، كان بيتر نشطًا في شؤون دول الكومنولث «الجديدة» ويعود إليه الفضل في تقدم مكانة نيوزيلندا الدولية. قاد بيتر حزبه إلى فوزه الرابع على التوالي في الانتخابات عام 1946، وإن كان ذلك بأغلبية أقل. أثرت آثار ما بعد الحرب، بما في ذلك العجز الغذائي المستمر، على شعبية حكومته. خسر حزب العمال انتخابات عام 1949 وخلفت حكومة بيتر أول حكومة للحزب الوطني في نيوزيلندا.

## أولى سنوات حياته
وُلد بيتر فرازير من اسكتلندا، في هيل أوف فيرن، وهي قرية صغيرة بالقرب من بلدة تاين في منطقة هايلاند في إيستر روس. تلقى تعليمًا أساسيًا، لكنه اضطر إلى ترك المدرسة بسبب حالة عائلته المادية السيئة. على الرغم من تدريبه لدى نجار، فقد تخلى في النهاية عن هذه المهنة بسبب ضعف بصره الشديد، وواجه في وقت لاحق في حياته صعوبة في قراءة الوثائق الرسمية، وكان يصر على التقارير الصوتية بدلاً من التقارير المكتوبة. قبل تدهور الرؤية لديه، كان يطالع على نطاق واسع - مع نشطاء اشتراكيين مثل كير هاردي وروبرت بلاتشفورد وهما من المفضلين لديه.
أصبح ناشطًا سياسيًا في أوائل سن المراهقة، وكان يبلغ من العمر 16 عامًا عند توليه منصب سكرتير الجمعية الليبرالية المحلية، وانضم بعد ثماني سنوات وتحديدًا في عام 1908، إلى حزب العمل المستقل.

## الانتقال إلى نيوزيلندا
في غضون عامين آخرين، في سن ال 26، وبعد البحث عن عمل في لندن دون جدوى، قرر بيتر الانتقال إلى نيوزيلندا، اعتقادًا منه بامتلاك هذا البلد روحًا تقدمية قوية.
حصل على عمل كعامل تحميل وتفريغ للسفن عند وصوله إلى أوكلاند، وانخرط في سياسة النقابة عند انضمامه إلى الحزب الاشتراكي النيوزيلندي. عمل بيتر كمدير حملة لمايكل جوزيف سافاج المرشح الاشتراكي للناخبين في أوكلاند الوسطى.

## مناصب
- انتخب عضو مجلس الشورى البريطاني.
- انتخب وزير التعليم [الإنجليزية]‏.
- انتخب زعيم المعارضة (13 ديسمبر 1949 – 12 ديسمبر 1950).
- انتخب رئيس وزراء نيوزيلندا (27 مارس 1940 – 13 ديسمبر 1949).
- انتخب عضو مجلس النواب نيوزيلندا عن دائرة Brooklyn (New Zealand electorate) [الإنجليزية]‏ (1946 – 1951).

## روابط خارجية
- بيتر فرازير على موقع الموسوعة البريطانية (الإنجليزية)
- بيتر فرازير على موقع مونزينجر (الألمانية)
- بيتر فرازير على موقع إن إن دي بي (الإنجليزية)